# 尚伦生
尚伦生（1962年8月—），甘肃景泰人，汉族，中国共产党党员。中华人民共和国政治人物、第十三届全国人民代表大会甘肃省代表。

## 生平
1985年，毕业于西北政法学院（现西北政法大学），后从事律师工作。尚伦生曾是甘肃省律师协会会长。2018年2月24日，尚伦生被选为甘肃省出席第十三届全国人民代表大会代表。2020年6月，尚伦生的岳父在新疆去世，尚伦生前往乌鲁木齐奔丧，当飞机降落地窝堡机场后，他即被当地逮捕留置。其被2004年马冰冰黑社会组织案有关，当时他是第三被告人的辩护人，当时被告人因重大立功理由而被改判死缓。当地调查此案二审主审法官、甘肃省高级人民法院原副院长午明强有接受尚伦生贿赂的嫌疑。2020年8月，其人民大会代表资格终止。